# Kamenge
Kamenge è un comune del Burundi situato nella provincia di Bujumbura Mairie con 65.241 abitanti (stima 2004)